# Fede Galizia
Fede Galizia (Milaan, circa 1578–1630) was een Italiaanse renaissanceschilder. Ze werd vooral bekend van haar stillevens, waarmee ze als een pionier beschouwd wordt.

## Leven
Fede Gallizi, bekend onder de naam Galizia, werd geboren in Milaan in 1578. Haar vader Nunzio Galizia was een miniatuurschilder en leerde Fede Galizia het vak. Toen ze 12 jaar oud was, werd ze door haar tijdgenoot Gian Paolo Lomazzo al een begenadigd schilder genoemd. In 1595 vermeldde de Jezuïet en geschiedkundige Paolo Morigia haar in zijn publicatie Nobilità di Milano als een van de meest opmerkelijke personen uit die tijd.
Galizia bleef ongehuwd. Haar testament is gedateerd op 21 juni 1630. Vermoedelijk overleed ze rond die tijd, mogelijk aan de pest die toen in Italië heerste.

## Werk
Fede Galizia schilderde portretten, miniaturen en altaarstukken in opdracht, maar ze werd vooral bekend om haar stillevens. Er zijn 63 werken van haar bekend, waarvan 44 stillevens. Een van haar schilderijen, gesigneerd in 1602, wordt beschouwd als het eerste gedateerde stilleven van een Italiaans kunstenaar.
Galizia werkte in de stijl van het Lombardse maniërisme, een stijl die vooral voorkwam rond Mantua en die bekend was tot in Frankrijk. Haar stillevens zijn gedetailleerd en met heldere kleuren. De meeste werken tonen simpele fruitschalen, gecentreerd in het doek, vaak op een tafel. Ze is waarschijnlijk beïnvloed door Caravaggio's Canestra di frutta (1599). In de traditie van de contrareformatie hield ze een strikte en eenvoudige stijl aan, in tegenstelling tot de rijkere composities en vormen bij veel van haar tijdgenoten.
Haar portretten zijn bekend om hun realisme en psychologisch inzicht. Hun karakteristieke eenvoud past in de naturalistische traditie van Moretto da Brescia, Lorenzo Lotto en Giovanni Battista Moroni.
Een aantal van haar werken waren eerder toegeschreven aan Panfilo Nuvolone, die door haar was geïnspireerd.

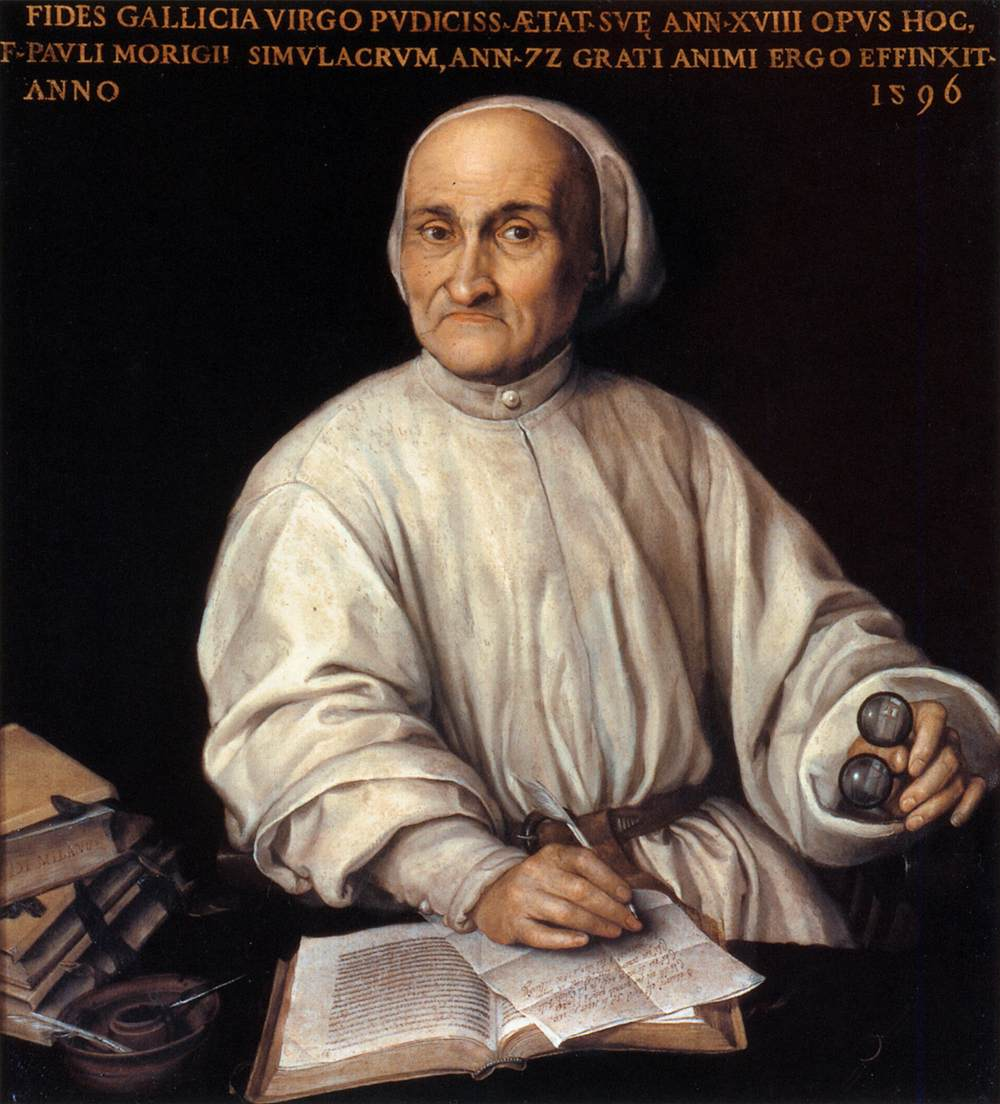
Portret van Paolo Morigia (1596)
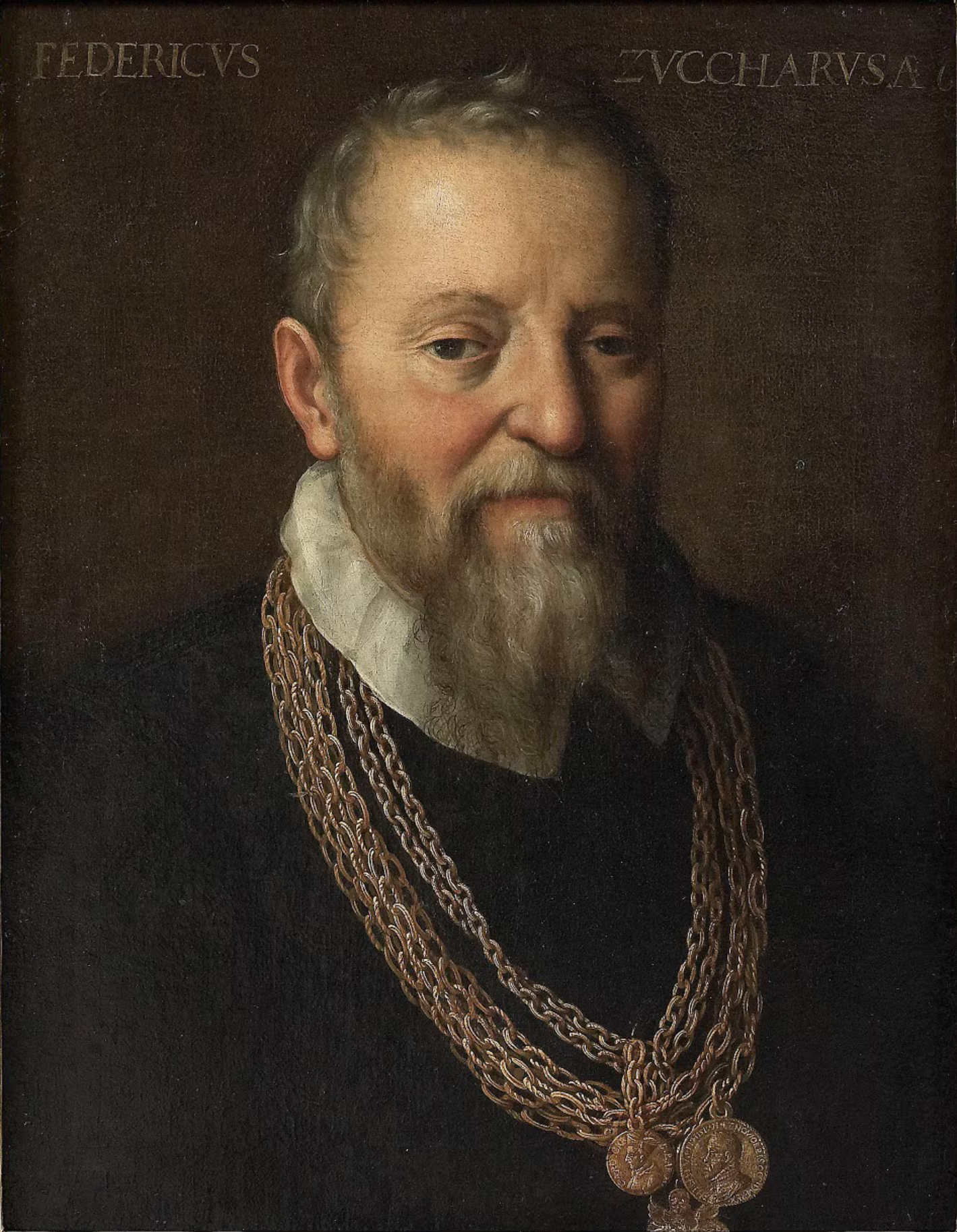
Portret van Federico Zuccari (1604)
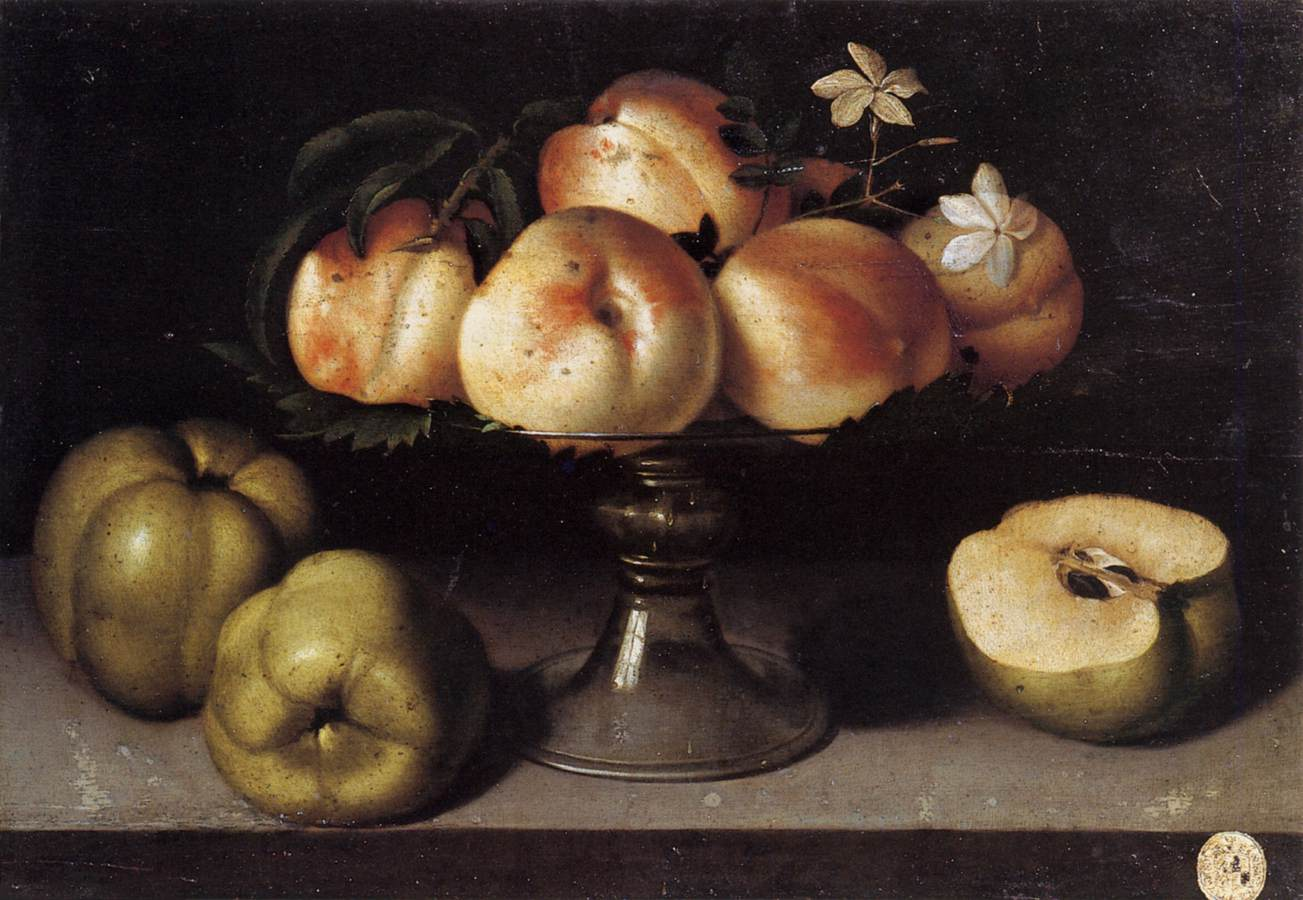
Stilleven (ca. 1610)
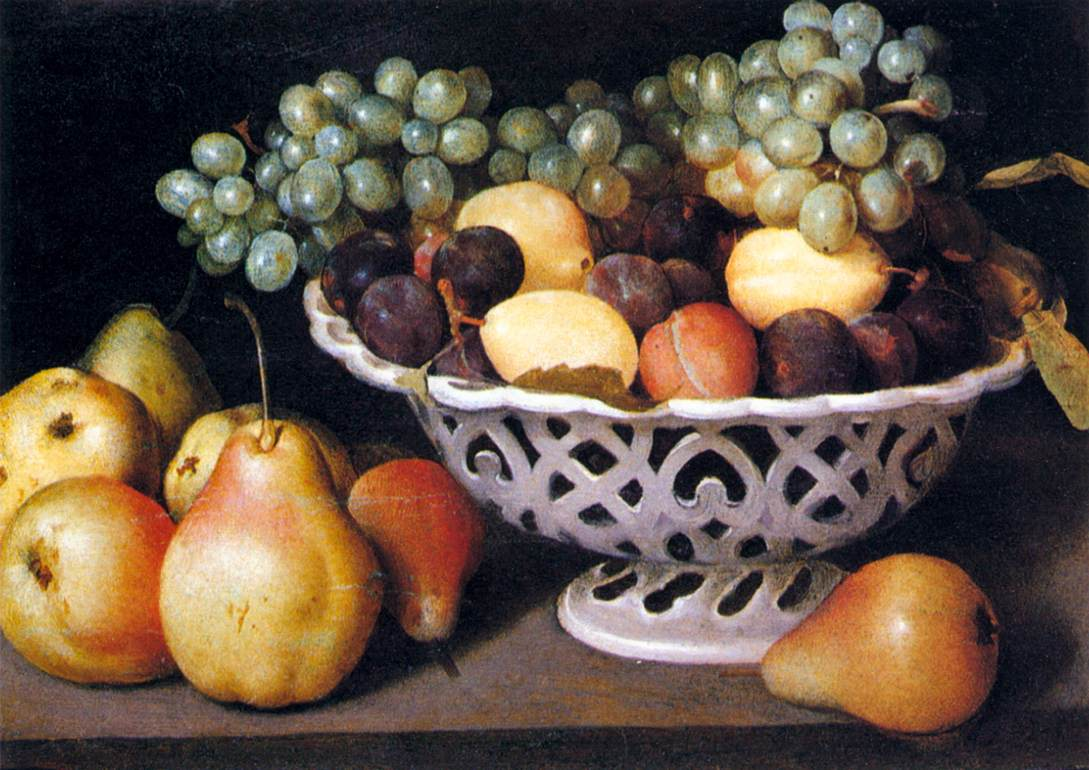
Majolicamand met fruit (ca. 1610)
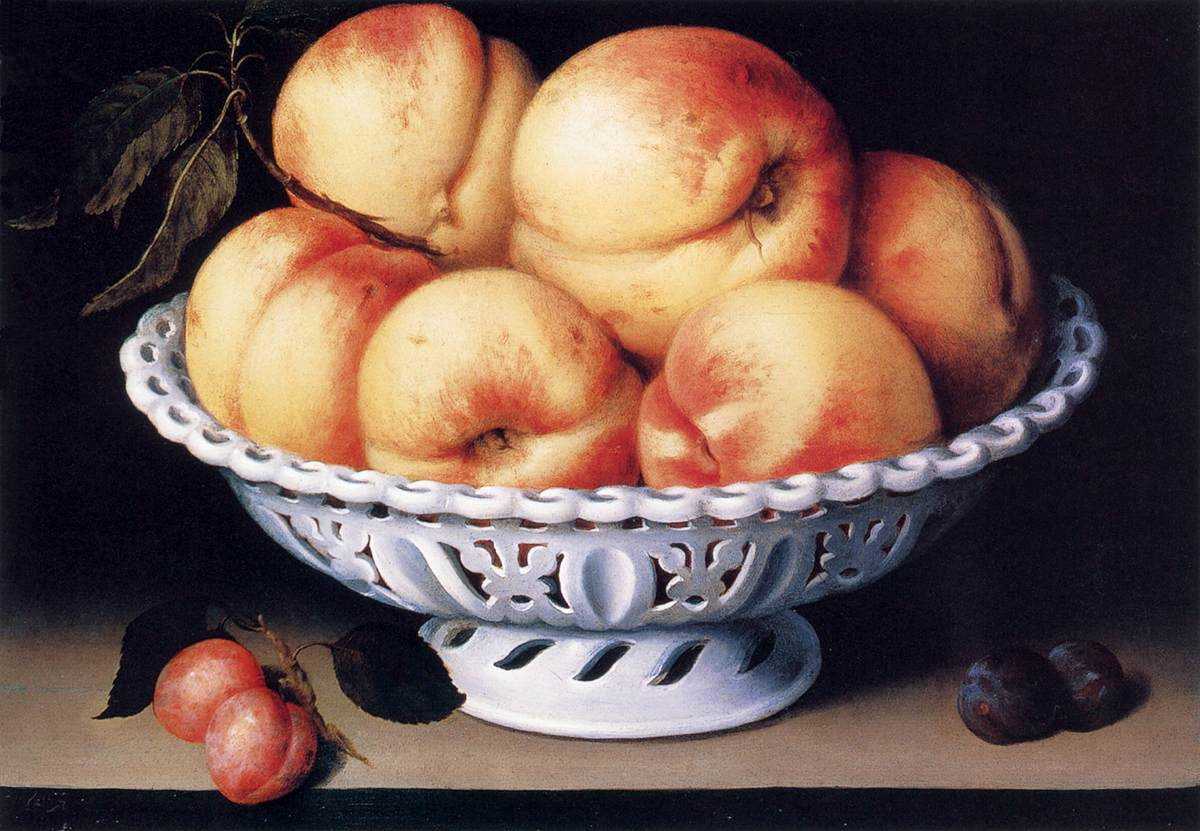
Witte schaal met perziken, rode en blauwe pruimen (ca. 1610)
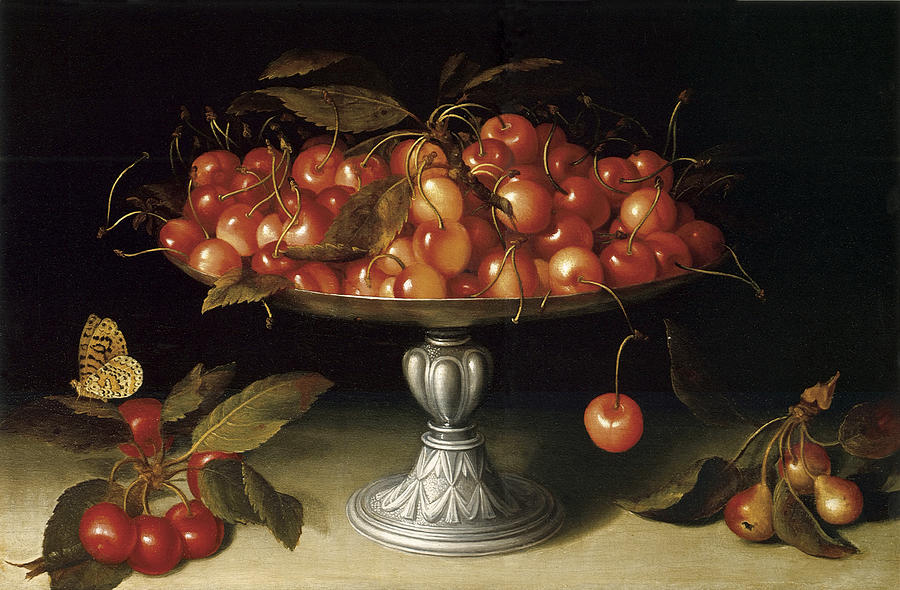
Kersen op een zilveren schaal met wilde appels (datum onbekend)